# (33488) 1999 GD9
1999 GD9 (asteroide 33488) é um asteroide da cintura principal. Possui uma excentricidade de 0.05036860 e uma inclinação de 12.12226º.
Este asteroide foi descoberto no dia 10 de abril de 1999 por LONEOS em Anderson Mesa.